# Gapfuba
Gapfuba är ett vattendrag i Burundi.   Det ligger i provinsen Cibitoke, i den nordvästra delen av landet, 60 kilometer norr om huvudstaden Bujumbura.
Omgivningarna runt Gapfuba är en mosaik av jordbruksmark och naturlig växtlighet. Runt Gapfuba är det tätbefolkat, med 383 invånare per kvadratkilometer.